# Hippocampus kuda
Обични морски коњић или жути морски коњић, пегави морски коњић (Hippocampus kuda) је зракоперка из реда Syngnathiformes и породице морских коњића и морских шила (Syngnathidae).

## Распрострањење
Ареал врсте Hippocampus kuda обухвата већи број држава уз Индијски океан и Пацифик. Врста има станиште у Аустралији, Јапану, Сједињеним Америчким Државама, Кини, Пакистану, Тајланду, Вијетнаму, Малезији, Индонезији, Филипинима, Соломоновим острвима, Тонги, Фиџију, Папуи Новој Гвинеји, Хонгконгу, Сингапуру, Индији и Француској.

## Станиште
Станишта врсте су морски екосистеми коралних гребена.

## Угроженост
Ова врста се сматра рањивом у погледу угрожености врсте од изумирања.